# Clitelo
El clitelo (latín clitellum) es una estructura tegumentaria glandular característica de los anélidos clitelados. Se trata de un área glandular más o menos amplia en forma de anillo completo (casi siempre) que abarca un número determinado de segmentos contiguos (de dos a varias decenas). Esta área glandular no es visible durante toda la vida del animal, ya que se desarrolla cuando el gusano alcanza la madurez sexual o en los periodos reproductivos.
Su espesor varía de unas especies a otras y su posición en el cuerpo del animal es también variable aunque se sitúa en la zona de los poros genitales femeninos o más atrás.
Su función está relacionada con la reproducción e interviene tanto en la unión de los individuos durante el emparejamiento (mediante la secreción de moco), como en la formación del capullo y la elaboración de los fluidos que van a nutrir la puesta de su interior. Esta sustancia alimentadora de la puesta es albúmina y se forma en la capa más profunda del clitelo, la capa albuminógena.
El capullo, una vez formado, saldrá por la parte anterior del animal mediante grandes ondas de contracción muscular de todo el cuerpo. Los óvulos y los espermatozoides son descargados en el interior de los capullos a su paso por cada uno de los poros genitales (bien gonoporos femeninos, bien poros espermatecales) en el caso de los oligoquetos. En el caso de los hirudíneos, lo que se deposita en el interior del capullo son los zigotos.